# Arronnes
Arronnes (occitano Arona) è un comune francese di 382 abitanti (al 1º gennaio 2022) situato nel dipartimento dell'Allier della regione dell'Alvernia-Rodano-Alpi.

## Società

### Evoluzione demografica
Abitanti censiti

## Luoghi e monumenti di interesse
- Chiesa romanica di Saint-Léger (San Leodegario), costruita in granito tra l'XI e il XII, apparteneva una volta a un priorato benedettino, i cui monaci accoglievano i pellegrini che attraversavano la montagna borbonese. È stata iscritta nei monumenti storici il 13 giugno 1927[2].
- Oratorio di Notre-Dame de la Paix, cappella (XIX secolo) situata alla confluenza del Sichon e del Vareille[3]. La statua di Notre-Dame de la Paix è ora nella chiesa di Saint-Léger.

- Casa Gamet. Questa casa, eretta tra il XV e il XVI secolo ha subito poche trasformazioni: porta d'ingresso con arco inflesso, finestre con sbarre in legno; all'interno, soffitto alla francese e pavimenti in quercia; lastricato di mattonelle in cotto al piano-terra; due caminetti.
- Casa Bargoin. Deve il suo nome a Laurent Bargoin (1846-1920), falegname di mestiere, ma soprattutto noto come suonatore di cornamusa, animatore di ballo e autore della Valse à Bargoin; si è fatto rappresentare, con il suo strumento, sopra la porta d'ingresso di casa, ove gestiva un caffè.
- Casa della paysannerie, installata in un'antica fattoria dell'inizio del XIX secolo.
- Giardino medievale, a sud della chiesa[4]. Esso comprende quattro parti dedicate a quattro tipi di coltura: aromatica, medicinale, ornamentale e orticola. Per ciascuna parte, quattro vaschette sollevate sono state costruite in pietra e un'etichetta in legno identifica ciascuna pianta.